# Lissodema
Lissodema es un género de coleóptero de la familia Salpingidae.

## Especies
Las especies de este género son:
- Lissodema ainunum
- Lissodema andrewesi
- Lissodema caesus
- Lissodema ceylonicum
- Lissodema cursor
- Lissodema dentatum
- Lissodema denticolle
- Lissodema dentigerum
- Lissodema fallax
- Lissodema frigidum
- Lissodema gallicum
- Lissodema guamense
- Lissodema heyana
- Lissodema japonum
- Lissodema laevipennis
- Lissodema lewisi
- Lissodema lituratum
- Lissodema minutum
- Lissodema morimotoi
- Lissodema munaguro
- Lissodema myrmido
- Lissodema pictipenne
- Lissodema plagiatum
- Lissodema quadridentatum
- Lissodema quadripustulalum
- Lissodema rosti
- Lissodema teruhisai
- Lissodema tomaroides
- Lissodema uenoi
- Lissodema validicorne